# Rambah Sayang
Rambah Sayang is een bestuurslaag in het regentschap Aceh Tenggara van de provincie Atjeh, Indonesië. Rambah Sayang telt 259 inwoners (volkstelling 2010).